# Natasha Saint-Pier

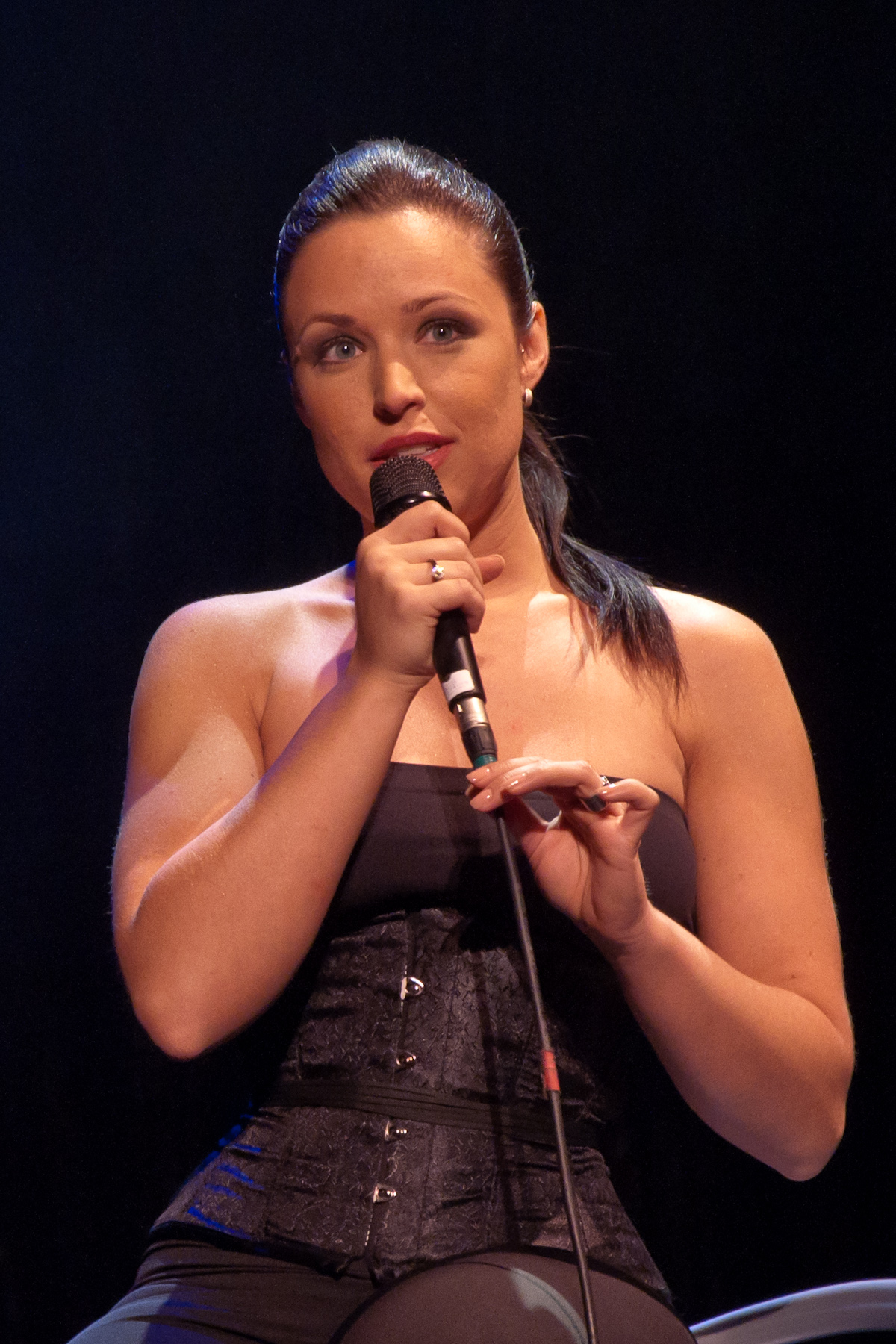
Natasha Saint-Pier (2010)

Natasha Saint-Pier (* 10. Februar 1981 in Bathurst, New Brunswick) ist eine kanadische Sängerin.

## Leben
Am 10. Februar 1981 wurde Saint-Pier in Bathurst in Kanada als Tochter eines Gefängnisdirektors italienischer Herkunft und einer Seniorenheimleiterin geboren. Sie wuchs in Saint-Hilaire (New Brunswick) zusammen mit ihrem Bruder Jonathan auf. Im Alter von acht Jahren betrat sie zum ersten Mal die Bühne und machte sehr früh Erfahrung mit klassischem Tanz, Modern Jazz, Klavier und Gesang. Mit 12 Jahren war sie Finalistin des Wettbewerbs Le pouvoir de la chanson und intensivierte nun das Singen. 1996 nahm sie ihr erstes Album Emergence auf, das jedoch nur in Kanada veröffentlicht wurde. Parallel dazu legte sie ein wissenschaftliches Abitur ab mit dem Wunsch, Biologin zu werden.
Im Alter von 18 Jahren spielte sie 1999 die Rolle der Fleur de Lys im Musical Notre Dame de Paris (Musical). Diese Rolle wurde ihr von Luc Plamondon angeboten. Im Jahr 2001 begleitete sie den Sänger Garou auf seiner Europatournee und verbrachte einige Zeit in Frankreich. Zusammen mit Florent Pagny veröffentlichte sie eine neue Version des Liedes Là-bas von Jean-Jacques Goldman. Im selben Jahr nahm sie für Frankreich beim Eurovision Song Contest in Kopenhagen teil und belegte den vierten Platz. 
Von Herbst 2002 bis Frühling 2003 unternahm sie eine Europatournee. Im September 2003 tourte sie durch Russland, Spanien, die Schweiz, Polen und Japan und anschließend durch Québec. Es folgten zwei weitere Europatourneen, eine von Februar 2004 bis November 2004 und eine von April 2006 bis Ende Januar 2007. 2010 war Natasha auf einer einjährigen Tournee durch Frankreich, Kanada und Belgien. Der Titel dieser Tournee lautete Confidences autour d’un piano (auf Deutsch: „Geheimnisse um ein Klavier“).
Am 9. März 2012 heiratete Natasha in Lit-et-Mixe (Département Landes) Grégory Quillack, einen französischen Soldaten, der in Paris als Feuerwehrmann arbeitet. Er ist der Vater ihres 2015 geborenen Sohnes.

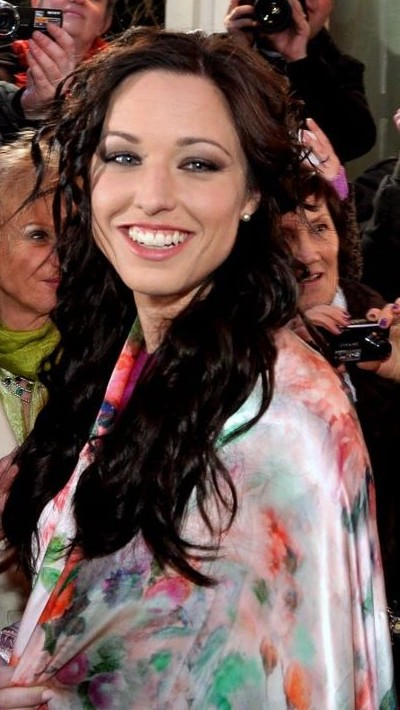
Natasha Saint-Pier (2012)

Ihr Album Bonne Nouvelle erschien im April 2012.

## Diskografie

### Alben
| Jahr | Titel                                        | Höchstplatzierung, Gesamtwochen, AuszeichnungChartplatzierungen (Jahr, Titel, Platzierungen, Wochen, Auszeichnungen, Anmerkungen) | Höchstplatzierung, Gesamtwochen, AuszeichnungChartplatzierungen (Jahr, Titel, Platzierungen, Wochen, Auszeichnungen, Anmerkungen) | Höchstplatzierung, Gesamtwochen, AuszeichnungChartplatzierungen (Jahr, Titel, Platzierungen, Wochen, Auszeichnungen, Anmerkungen) | Anmerkungen                                    |
| Jahr | Titel                                        | FR | BEW | CH | Anmerkungen                                    |
| ---- | -------------------------------------------- | --- | --- | --- | ---------------------------------------------- |
| 2001 | À chacun son histoire                        | FR37 Gold · (34 Wo.)FR | BEW23 (26 Wo.)BEW | — | Erstveröffentlichung: 28. März 2001            |
| 2002 | De l’amour le mieux                          | FR3 ×2Doppelplatin · (88 Wo.)FR                                                                                                   | BEW3 Gold · (56 Wo.)BEW | CH12 Gold · (50 Wo.)CH | Erstveröffentlichung: 19. März 2002 · CA: Gold |
| 2003 | L’Instant d’après                            | FR3 Platin · (91 Wo.)FR | BEW6 Gold · (77 Wo.)BEW | CH14 Gold · (20 Wo.)CH | Erstveröffentlichung: 3. November 2003         |
| 2006 | Longueur d’ondes                             | FR1 Gold · (54 Wo.)FR | BEW2 Gold · (49 Wo.)BEW | CH11 (11 Wo.)CH | Erstveröffentlichung: 16. Januar 2006          |
| 2008 | Natasha St-Pier                              | FR16 (13 Wo.)FR | BEW16 (20 Wo.)BEW | CH63 (2 Wo.)CH | Erstveröffentlichung: 14. November 2008        |
| 2009 | Tu trouveras … 10 ans de succès              | — | BEW31 (21 Wo.)BEW | — | Erstveröffentlichung: 27. November 2009        |
| 2012 | Bonne nouvelle                               | FR11 (16 Wo.)FR | BEW11 (30 Wo.)BEW | CH80 (1 Wo.)CH | Erstveröffentlichung: 16. April 2012           |
| 2015 | Mon acadie                                   | FR16 (8 Wo.)FR | BEW18 (15 Wo.)BEW | CH62 (3 Wo.)CH | Erstveröffentlichung: 2. Oktober 2015          |
| 2017 | L’alphabet des animaux                       | FR44 (7 Wo.)FR | BEW68 (13 Wo.)BEW | — | Erstveröffentlichung: 10. Februar 2017         |
| 2018 | Thérèse de Lisieux – Aimer c’est tout donner | FR23 Gold · (41 Wo.)FR | BEW55 (20 Wo.)BEW | CH40 (3 Wo.)CH | Erstveröffentlichung: 3. August 2018           |
| 2020 | Croire                                       | FR31 (11 Wo.)FR | BEW29 (10 Wo.)BEW | — | Erstveröffentlichung: 14. August 2020          |
| 2022 | Jeanne                                       | FR52 (2 Wo.)FR | — | — | Erstveröffentlichung: 30. September 2022       |
| 2023 | Christmas Album                              | FR68 (10 Wo.)FR | BEW20 (10 Wo.)BEW | — | Erstveröffentlichung: 10. November 2023        |

Weitere Alben
- 1996: Émergence (erstes Studioalbum, nur in Kanada veröffentlicht)
- 2002: Encontraras (span. Version)

### Singles
| Jahr | Titel Album                                | Höchstplatzierung, Gesamtwochen, AuszeichnungChartplatzierungen (Jahr, Titel, Album, Platzierungen, Wochen, Auszeichnungen, Anmerkungen) | Höchstplatzierung, Gesamtwochen, AuszeichnungChartplatzierungen (Jahr, Titel, Album, Platzierungen, Wochen, Auszeichnungen, Anmerkungen) | Höchstplatzierung, Gesamtwochen, AuszeichnungChartplatzierungen (Jahr, Titel, Album, Platzierungen, Wochen, Auszeichnungen, Anmerkungen) | Anmerkungen                                           |
| Jahr | Titel Album                                | FR | BEW | CH | Anmerkungen                                           |
| ---- | ------------------------------------------ | --- | --- | --- | ----------------------------------------------------- |
| 2001 | Je n’ai que mon âme À chacun son histoire  | FR2 Gold · (26 Wo.)FR | BEW2 Gold · (12 Wo.)BEW | — | CA: Gold · Beitrag zum ESC 2001                       |
| 2002 | Alors on se raccroche De l’amour le mieux  | FR47 (9 Wo.)FR | — | CH72 (4 Wo.)CH |                                                       |
| 2002 | Tu trouveras De l’amour le mieux           | FR3 Platin · (27 Wo.)FR | BEW3 Platin · (31 Wo.)BEW | CH20 (9 Wo.)CH | Erstveröffentlichung: 22. März 2002                   |
| 2002 | Nos rendez-vous De l’amour le mieux        | FR15 Gold · (17 Wo.)FR | BEW15 (13 Wo.)BEW | CH45 (11 Wo.)CH | Erstveröffentlichung: 27. September 2002              |
| 2003 | Tant que c’est toi L’Instant d’après       | FR11 (21 Wo.)FR | BEW5 (18 Wo.)BEW | CH31 (15 Wo.)CH | Erstveröffentlichung: 20. Oktober 2003                |
| 2004 | Mourir demain Studio Fan / Live Fan        | FR7 Gold · (20 Wo.)FR | BEW4 (19 Wo.)BEW | CH18 (25 Wo.)CH | Erstveröffentlichung: 18. Juni 2004 mit Pascal Obispo |
| 2006 | Un ange frappe à ma porte Longueur d’ondes | FR2 Gold · (26 Wo.)FR | BEW1 (22 Wo.)BEW | CH19 (20 Wo.)CH | Erstveröffentlichung: 6. Januar 2006                  |
| 2006 | Ce silence Longueur d’ondes                | FR28 (18 Wo.)FR | BEW25 (11 Wo.)BEW | — | Erstveröffentlichung: 19. Juni 2006                   |
| 2006 | Tant que j’existerai Longueur d’ondes      | FR36 (16 Wo.)FR | BEW23 (8 Wo.)BEW | — | Erstveröffentlichung: 11. Dezember 2006               |
| 2008 | Embrasse-moi Natasha St-Pier               | — | BEW28 (1 Wo.)BEW | — | Erstveröffentlichung: 8. September 2008               |
| 2012 | Bonne nouvelle                             | FR194 (1 Wo.)FR | — | — | Erstveröffentlichung: 16. Januar 2012                 |

Weitere Singles
- 1996: Le parcours du cœur
- 1996: Il ne sait pas
- 1996: Sans le savoir
- 1996: Portés par la vague
- 2000: À chacun son histoire
- 2000: Et la fille danse
- 2000: Tu m’envoles
- 2003: Toi qui manques à ma vie
- 2003: Por probarlo todo (spanisch Version von On peut tout essayer)
- 2004: Quand on cherche l’amour
- 2004: Je te souhaite
- 2005: J’avais quelqu’un
- 2006: J’oublie
- 2007: Longueur d’ondes
- 2007: De nous
- 2008: 1, 2, 3
- 2009: L’instant T

## Preise und Ehrungen
| Jahr | Auszeichnung            | Kategorie                                                                            |
| ---- | ----------------------- | ------------------------------------------------------------------------------------ |
| 1999 | Rideau 1999             | Bourse OFQJ                                                                          |
| 2000 | Gala de l’ADISQ         | Nominierung: Album des Jahres „À chacun son histoire“                                |
| 2001 | Gala de l’ADISQ         | Nominierung: Künstlerin aus Quebec, die im Ausland den größten Erfolg hatte          |
| 2001 | Gala de l’ADISQ         | Nominierung: weibliche Interpretin des Jahres                                        |
| 2002 | Gala de l’ADISQ         | Nominierung: weibliche Interpretin des Jahres                                        |
| 2002 | Gala de l’ADISQ         | Nominierung: Künstlerin aus Quebec, die im Ausland den größten Erfolg hatte          |
| 2002 | Gala de l’ADISQ         | Nominierung Album des Jahres „De l’amour le mieux“                                   |
| 2002 | Gala de l’ADISQ         | Nominierung: Album des Jahres und beste Verkaufsergebnisse für „Je n’ai que mon âme“ |
| 2002 | Gala de l’ADISQ         | Félix Chanson populaire de l’année für „Je n’ai que mon âme“                         |
| 2002 | Gala des Junos          | Nominierung: frankophones Albums des Jahres                                          |
| 2002 | Gala NRJ Awards         | Nominierung: frankophone Künstlerin des Jahres                                       |
| 2003 | Victoires de la Musique | Neuentdeckung des Jahres                                                             |